# 개가시나무
개가시나무는 참나무과의 상록활엽교목이다. 대한민국 멸종위기 야생생물 Ⅱ급으로 지정되어 있다.

## 생태
높이는 20m이다. 껍질은 흑갈색, 작은가지에 황갈색 털이 밀생한다. 잎은 어긋나며 가죽질로 피침형 또는 넓은 피침형이다. 길이는 5-12cm, 위쪽에 예리한 톱니, 끝이 아주 뾰족해지고, 뒷면에 별 모양의 황갈색 털이 밀생한다. 꽃은 암수한그루로 수꽃이삭은 햇가지의 기부에서 밑으로 처지고 암꽃이삭은 윗부분의 잎겨드랑이에 3송이의 꽃이 곧게 붙는다. 수꽃은 꽃덮이 5장, 수술 7-8개이다. 암꽃은 총포에 싸이고, 총포에 털이 밀생하며 암술대는 3개이다. 열매는 견과, 넓은 타원형, 난상 타원형, 끝에는 털이 있다. 깍정이는 접시 모양, 6-7개의 동심원층이 있고, 개화기는 4월, 결실기는 11월이다.

### 분포
한국, 중국, 일본, 타이완에 자생하며, 한국에서는 주로 제주도의 산기슭에 산다.

## 쓰임새
정원수로 심으며 돛대·창 자루 등의 목재로 이용한다.